# Бер, Жан Жорж
Жан Жорж Бер (Jean-Georges Baer; 12 февраля 1902, Лондон Великобритания — 1975) — швейцарский зоолог-паразитолог.

## Биография
Родился Жан Жорж Бер 12 февраля 1902 года в Лондоне. Учился в Невшательском, Женевском и Парижском университетах. Участник экспедиций в тропическую Африку.
Скончался в 1975 году.

## Научные работы
Основные научные работы посвящены паразитологии и проблемам охраны природы.
- 1946 — выпускает книгу Паразитизм.
- 1952 — выпускает книгу Экология животных паразитов. Две книги автора получили широкую известность.
- Расшифровал цикл развития многих видов цестод.

## Членство в организациях
- Президент Всемирной ассоциации паразитологов (1970-74).
- Вице-президент Международного совета биологических обществ.
- Член ряда научных обществ США и Англии.
- Почётный доктор университета в Монпелье (Франция).

## Награды и премии
- Медаль Парижского общества акклиматизации и охраны природы.